# Sigi Rothemund
Siegfried Rothemund, detto Sigi, noto anche con lo pseudonimo di Siggi Götz (14 marzo 1944 – Minorca, 13 gennaio 2024), è stato un regista tedesco.

## Biografia
Siegfried Rothemund ha lavorato come assistente alla regia. Nel 1973 ha esordito come regista cinematografico. Sotto lo pseudonimo di Siggi Götz, ha inizialmente diretto e scritto film in stile Lederhosen e commedie leggere. 
Anche suo figlio Marc è regista, mentre sua figlia Nina Rothemund è attrice. 
Dal 1983 al 1998 è stato sposato con l’attrice Margit Geissler (deceduta nel 2016), da questa relazione è nata un’altra figlia.
Rothemund è morto il 13 gennaio 2024, dopo una grave malattia, sull’isola mediterranea di Minorca. Aveva 79 anni.

## Filmografia
- Geh, zieh dein Dirndl (1973)
- Alpenglüh’n im Dirndlrock (1974)
- Bohr weiter, Kumpel (1974)
- Zwei im siebenten Himmel (1974)
- L'usignolo e l'allodola (Es war nicht die Nachtigall) (1974)
- Was treibt die Maus im Badehaus? (1976)
- Griechische Feigen (1977)
- Drei Schwedinnen in Oberbayern (1977)
- Febbre nelle notti d'estate (Summer Night Fever) (1978)
- Cola, Candy, Chocolate (1979)
- Timm Thaler oder Das verkaufte Lachen - serie TV (1979)
- Die schönen Wilden von Ibiza (1980)
- Heiße Kartoffeln (1980)
- Piratensender Powerplay (1982)
- Jack Holborn - serie TV (1982)
- Plem, Plem – Die Schule brennt (1983)
- Jenseits der Morgenröte - serie TV (1985)
- Die Einsteiger - film TV (1985)
- Drei und eine halbe Portion - film TV (1985)
- Starke Zeiten (1988)
- Peter Strohm - serie TV (5 episodi) (1989-1992)
- Liebe ist Privatsache - serie TV (15 episodi) (1993)
- Ausweglos - film TV (1995)
- Donna Leon - serie TV (24 episodi) (2002-2019)
- Erinnere dich, wenn du kannst! - film TV (2005)
- Ein Fall für den Fuchs (4 episodi) (2005-2007)
- Wenn wir uns begegnen (2008)
- Sterne über dem Eis - film TV (2009)
- Tod an der Bastille - serie TV (1 episodio) (2009)
- Die Landärztin – Entscheidung des Herzens - film TV (2013)
- La nave dei sogni - Viaggio di nozze (Kreuzfahrt ins Glück) - serie TV (2016)